# Saconeta (playa)

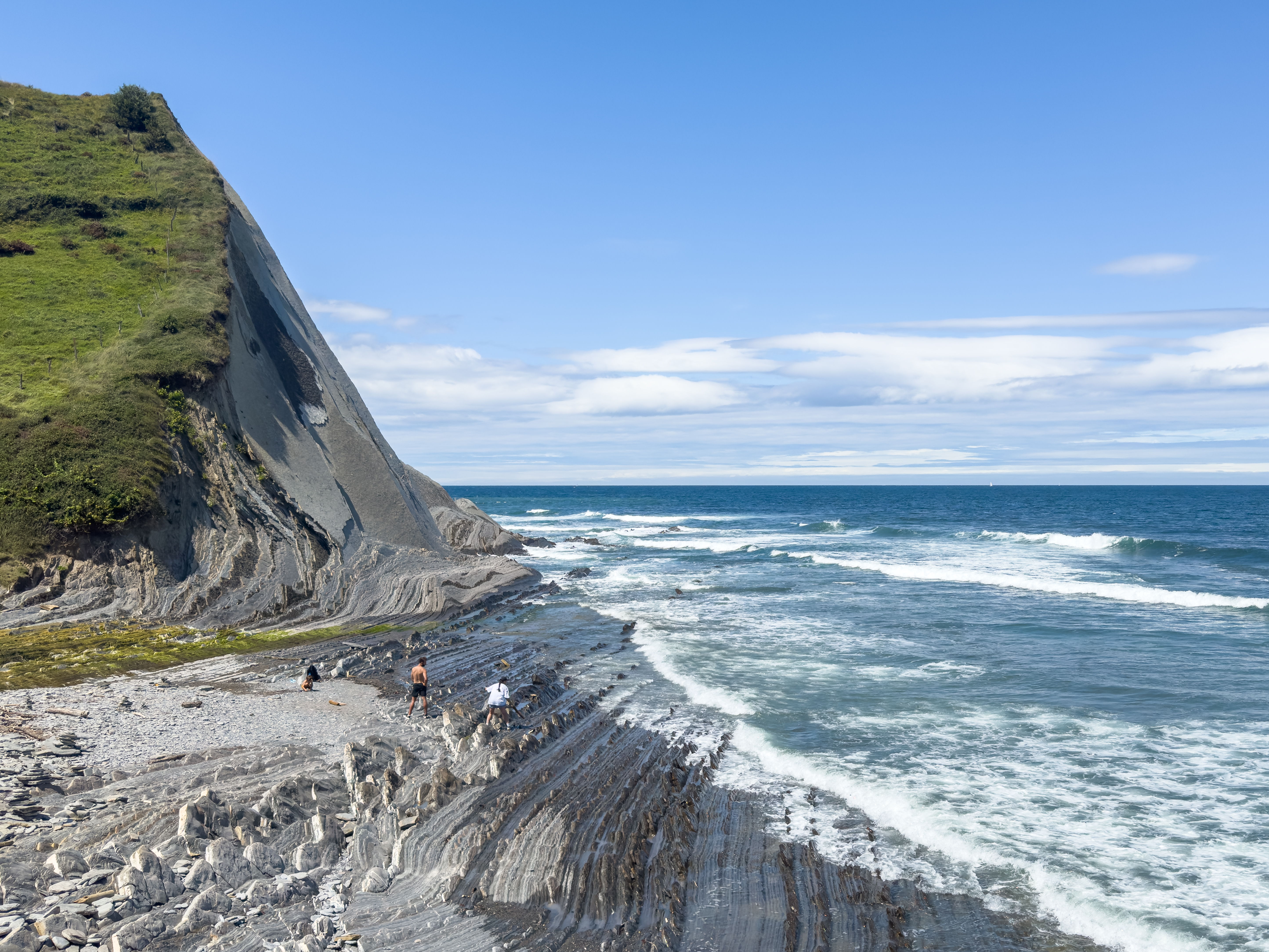

La playa Sakoneta (Guipuzkoa), en Deba, una villa de la Costa Vasca de unos 5.000 habitantes, está protegida por el Biotopo Deba-Zumaya. Además, en el centro de todo su casco histórico, nos encontramos con la Iglesia de Santa María de Deba, una joya del estilo gótico y considerada Monumento Nacional.
En esta playa, la rasa mareal es mucho más intensa que en ningún otro lugar o playa, siendo esta su principal característica. Lo que provoca que la gran mayoría de bañistas de esta playa, sean surfistas o caminantes aventureros. Para poder conocer esta maravilla natural a fondo, se recomienda realizar la georuta de Sakoneta o las salidas que dispone el Geoparkea para poder indagar sobre la variedad de especies vivos de esta playa.
Tiene una longitud de 40 metros y 15 metros de anchura. Esta playa salvaje, no solo se caracteriza por su oleaje, acantilados y las enormes piedras que posee. También, se caracteriza por ser un lugar digno para los amantes de la fotografía y BTT (bicicleta de montaña). Puede que el único inconveniente es el acceso a ella, se puede acceder a pie mediante la GR121, desde el barrio de Elorriaga, el restaurante agroturismo Errota Berri (a 1km) o el barrio Itxaspe. No consta de aparcamiento, pero sí de autobuses (Euskotren E1; Lurraldebus DB05 desde Zumaya). Si hay algún accidente, el hospital más cercano es el Hospital Comarcal de Mendaro, a unos aproximadamente 20 kilómetros.
Al ser una playa salvaje, no hay aseos, ni duchas o lavapies, ni papeleras, ni restauración, ni alquiler de hamacas o sombrillas, ni zona infantil, ni alquiler náutico, etc. Es una playa paradisíaca en la que uno mismo con lo que tiene, disfruta de la naturaleza de la playa, sin ninguna actividad, ni creación humana de por medio.